# 影灣園

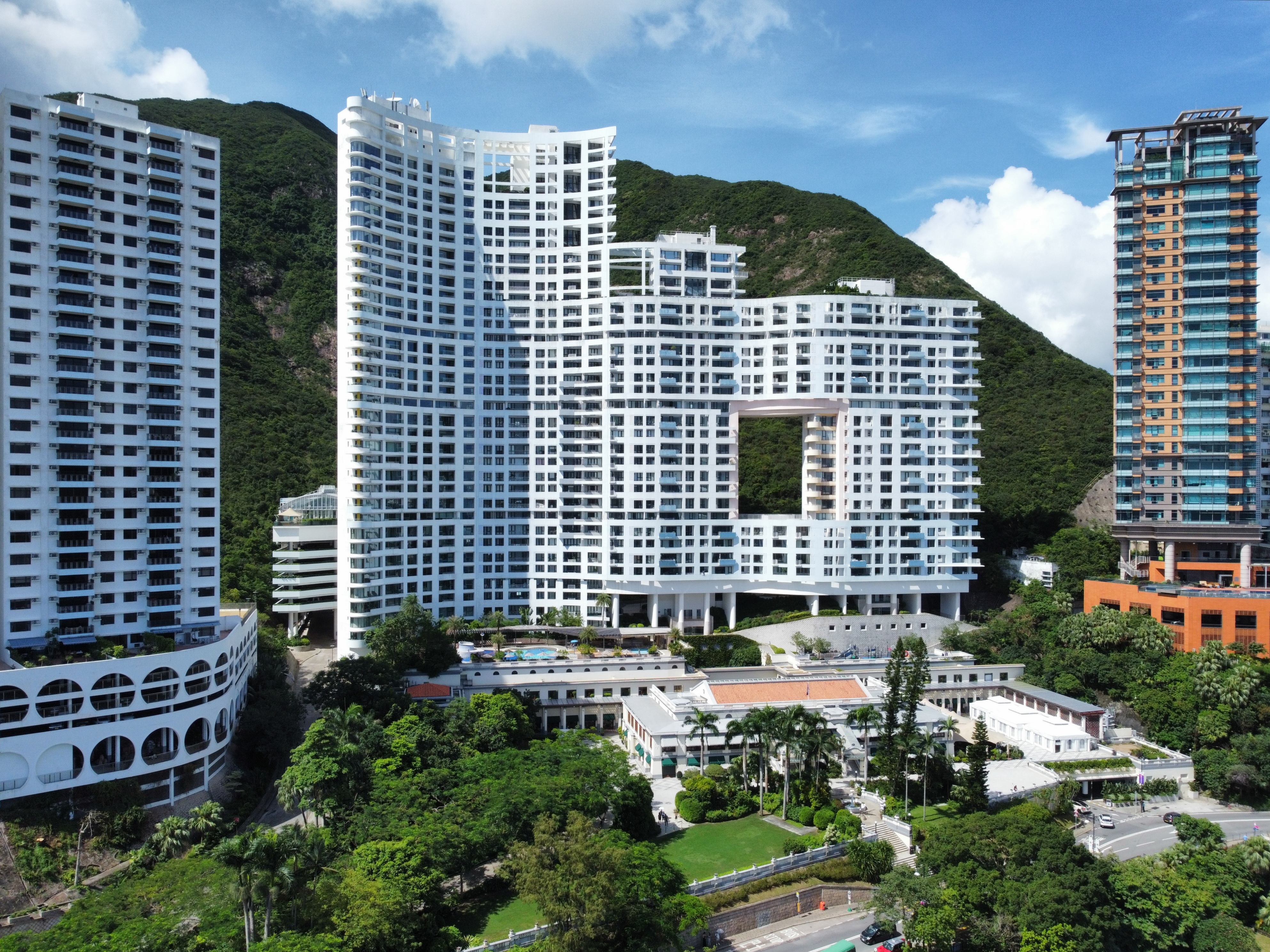
影灣園全貌：後方為住宅樓宇，前方低層建築物為商場

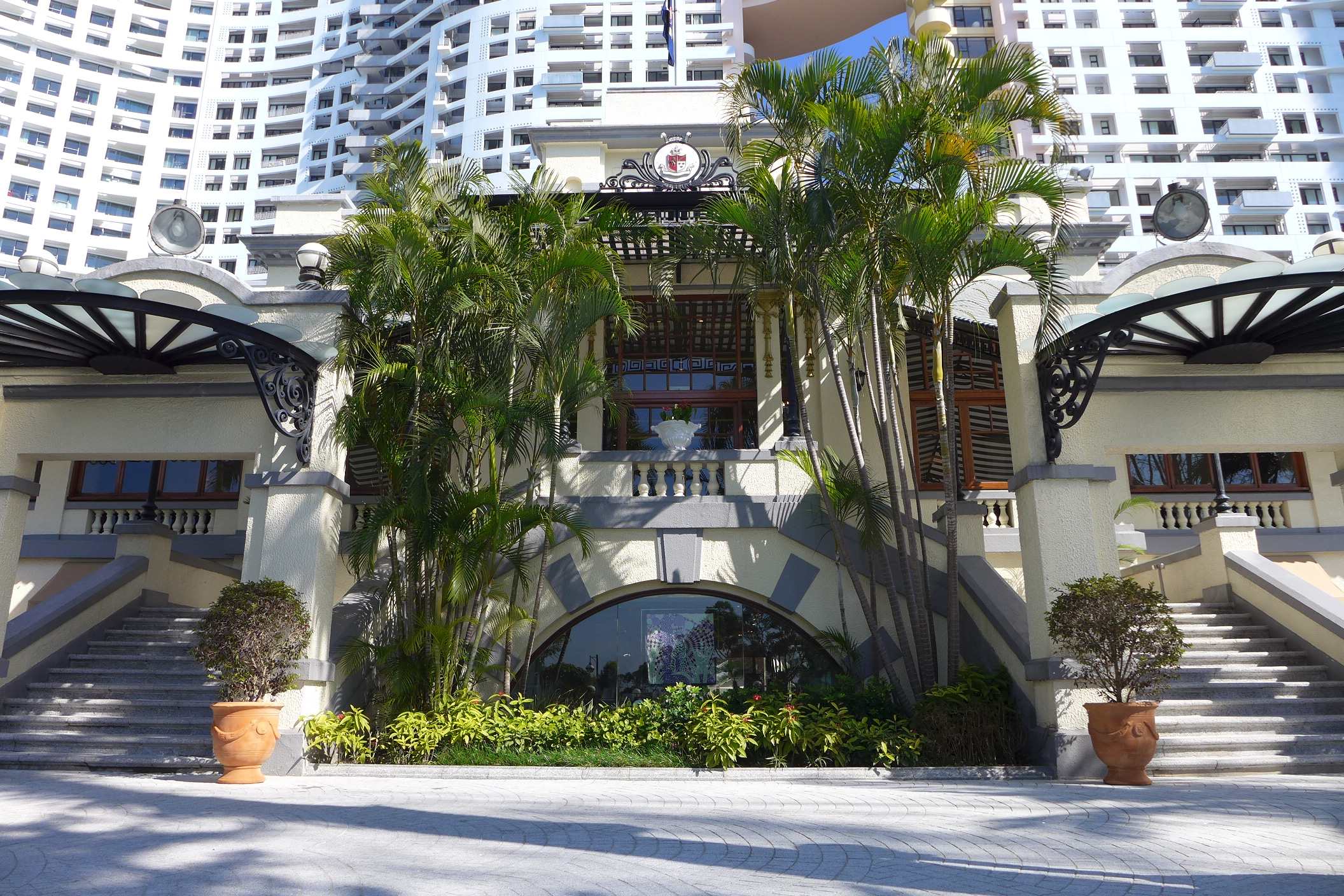
影灣園商場模仿已經拆卸的淺水灣酒店的設計

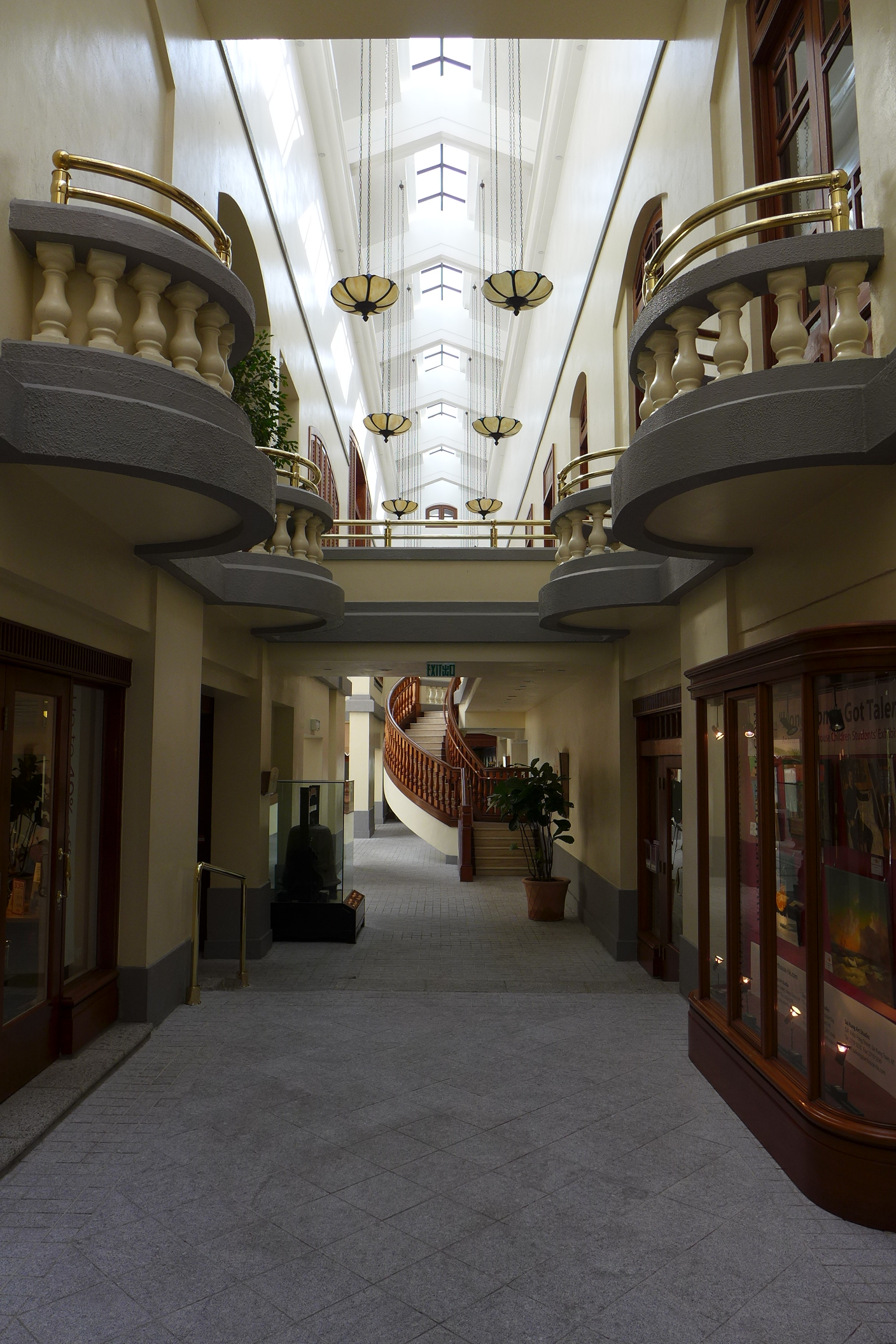
商場走廊

影灣園（英語：The Repulse Bay）位於香港香港島南區淺水灣淺水灣道109號，毗鄰淺水灣泳灘，為集小型住宅區、俱樂部、酒店式公寓、商場和露台餐廳所組成的建築物。項目當中包括一座購物商場及4座豪華住宅大樓，共分兩大部分，建築費約3億港元。工程第一部份是購物商場，共分兩期完成，達12000平方呎，由新輝工程有限公司承造，1987年12月落成；而工程的第二期商場及第二部份，發展商則交由協興建築有限公司建造，其中的4228平方米商場，1988年中啓用。整項發展計劃中最重要部分是第二部分工程的4座住宅樓宇，可出租面積達47416平方米，1988年6月16日舉行了平頂儀式，1989年初全面落成（36年樓齡）。分別以淺水灣酒店的先驅命名，分別為de Ricou , Taggart , Harston 及 Nicholson. 其中de Ricou 為服務式住宅、其餘3座為不連裝修及傢俬的出租住宅，de Ricou 及 Taggart 樓高36層、Harston及Nicholson 分別樓高28及24層，共有209個單位，單位建築面積由1,517平方呎至5,868平方呎。
提供一個月至兩年的租約，大部份單位由外商高級職員及其家屬租住。
影灣園是淺水灣的地標之一，其建於已經拆卸的淺水灣酒店（1920年至1982年）。為了保留這間香港知名酒店的風情，建築時特別將露台餐廳以仿古的形式重建，今日淺水灣的露台餐廳為是馳名中外的高級下午茶食肆。而露台餐廳之所以有名，是因為那是張愛玲的小說《傾城之戀》中男女主角第一次邂逅的地點。

## 設計
影灣園由關吳黃建築師事務所（1991年分拆為關黃建築師有限公司及吳享洪建築師有限公司）屢獲建築設計獎項的董事吳享洪建築師擔綱設計，外形以旗幟抽象化地轉化而成，故此向海一邊為弧線形雙層外牆設計，令所有單位均座擁海景。4幢樓宇平排而立，高度不同，整體外形呈階梯形狀，由左至右，由高至低，正好與背後的山勢互相呼應，相映成趣。而向海的一面外牆更刻意設計成波浪形，以襯托淺水灣的不規則海岸線，而建築師亦把這種曲線帶進會所的中庭內及樓梯內，形成一個富動感的立體空間。其建築物中空的造型設計，使到大廈外觀具透視感，也能夠將背後的山景帶上淺水灣，也令這幢建築物成為香港地標之一。而建築的特色便是那個巨大的方形鏤空，盛傳是風水上的設計：神龍的入口。傳說港島山上住著一條神龍，該龍來往該出入口去飲水的時候，會帶來財運（水）。影灣園於1989年落成同年獲頒香港建築師學會銀牌獎，其後亦獲頒多個國際建築獎項，如2013年的「領先能源與環境設計（LEED）改建及加建項目」金級認證，是香港首個獲此國際殊榮的物業項目，以及「透視設計大賞」之「最佳公用／公共空間優異獎」。2014年，獲「亞洲建＋設大獎」之「最佳住宅室內設計獎」（Best of Residential Interior Design）等。

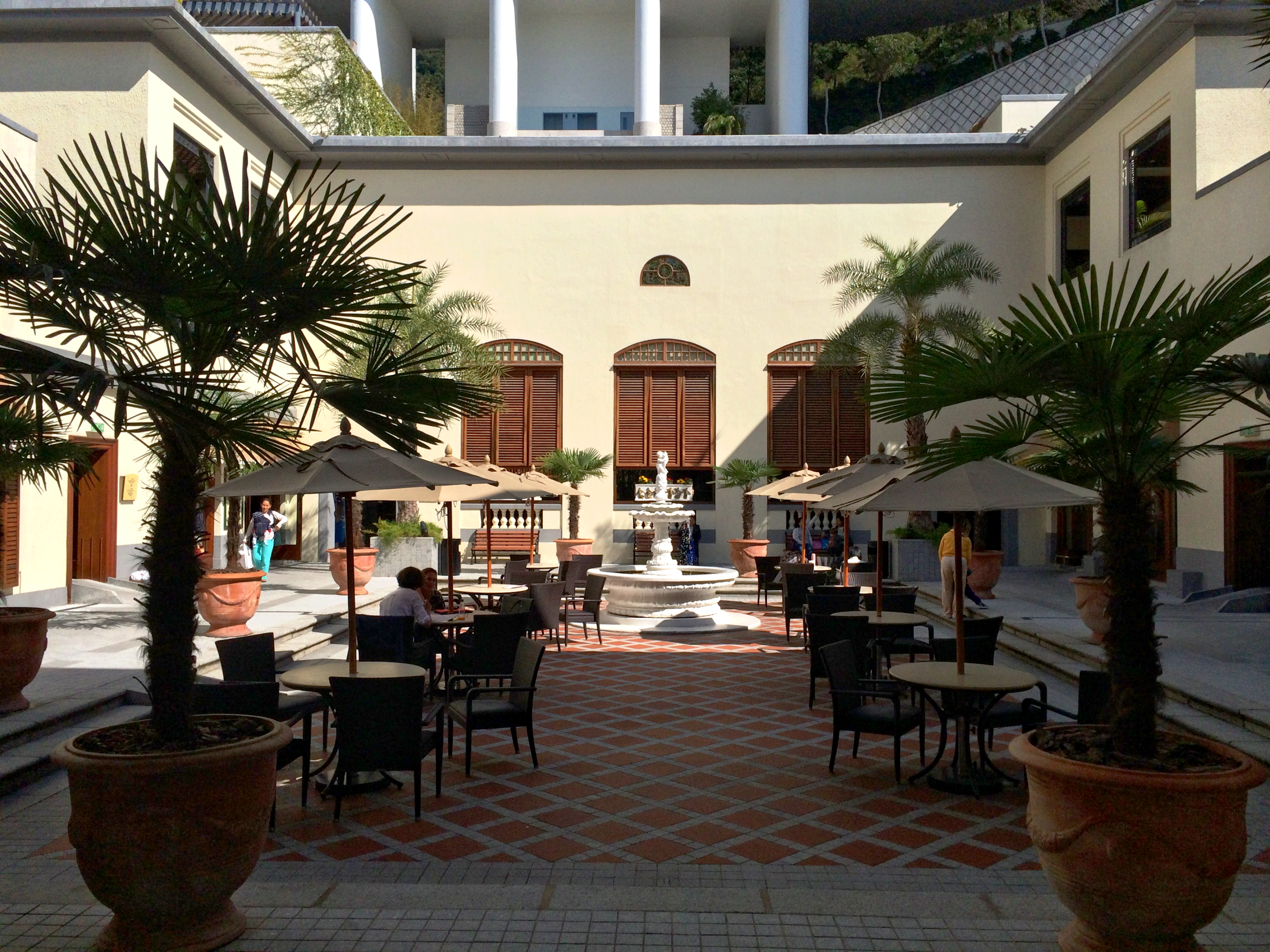
商場中央設休憩廣場
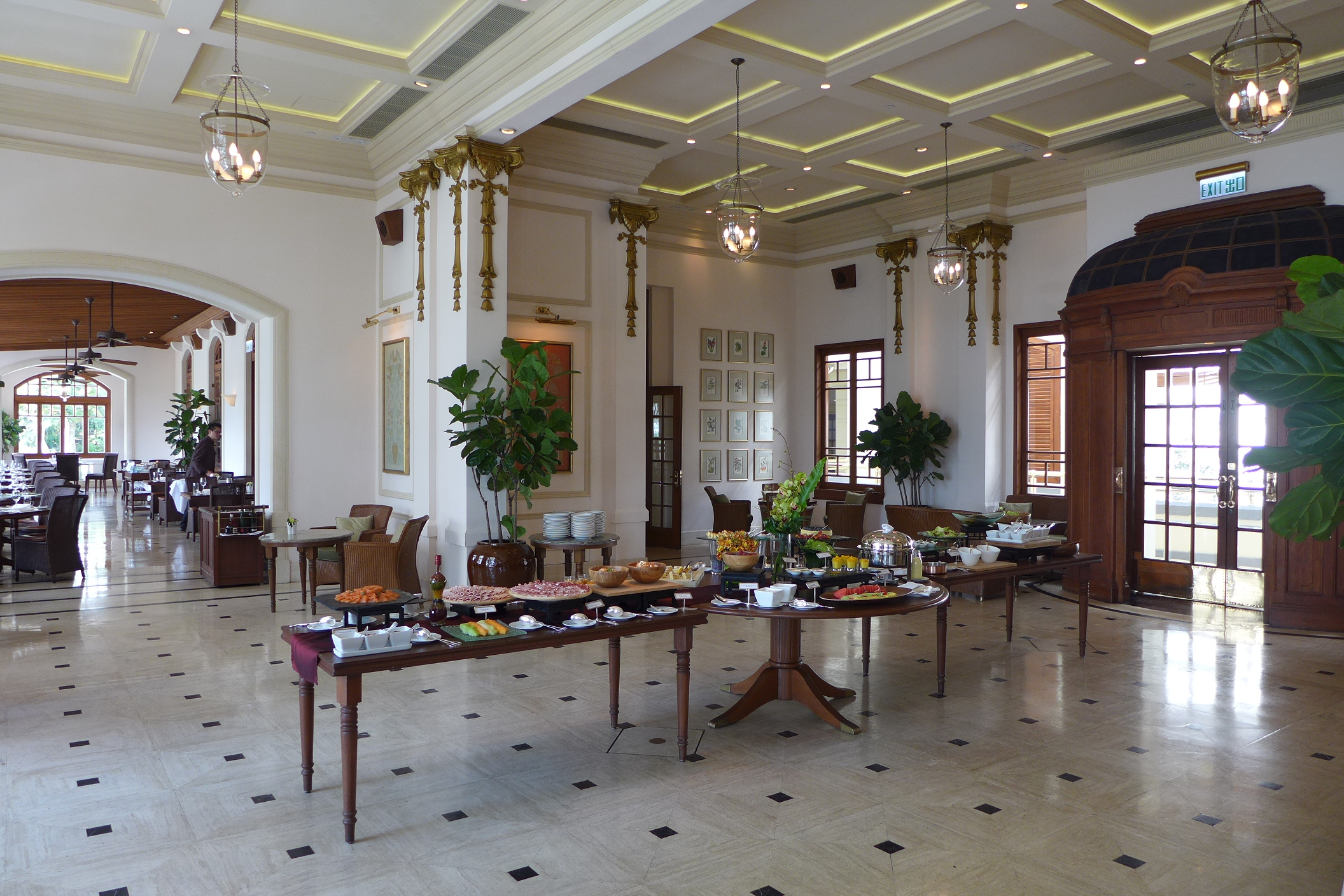
The Verandah 露台餐廳
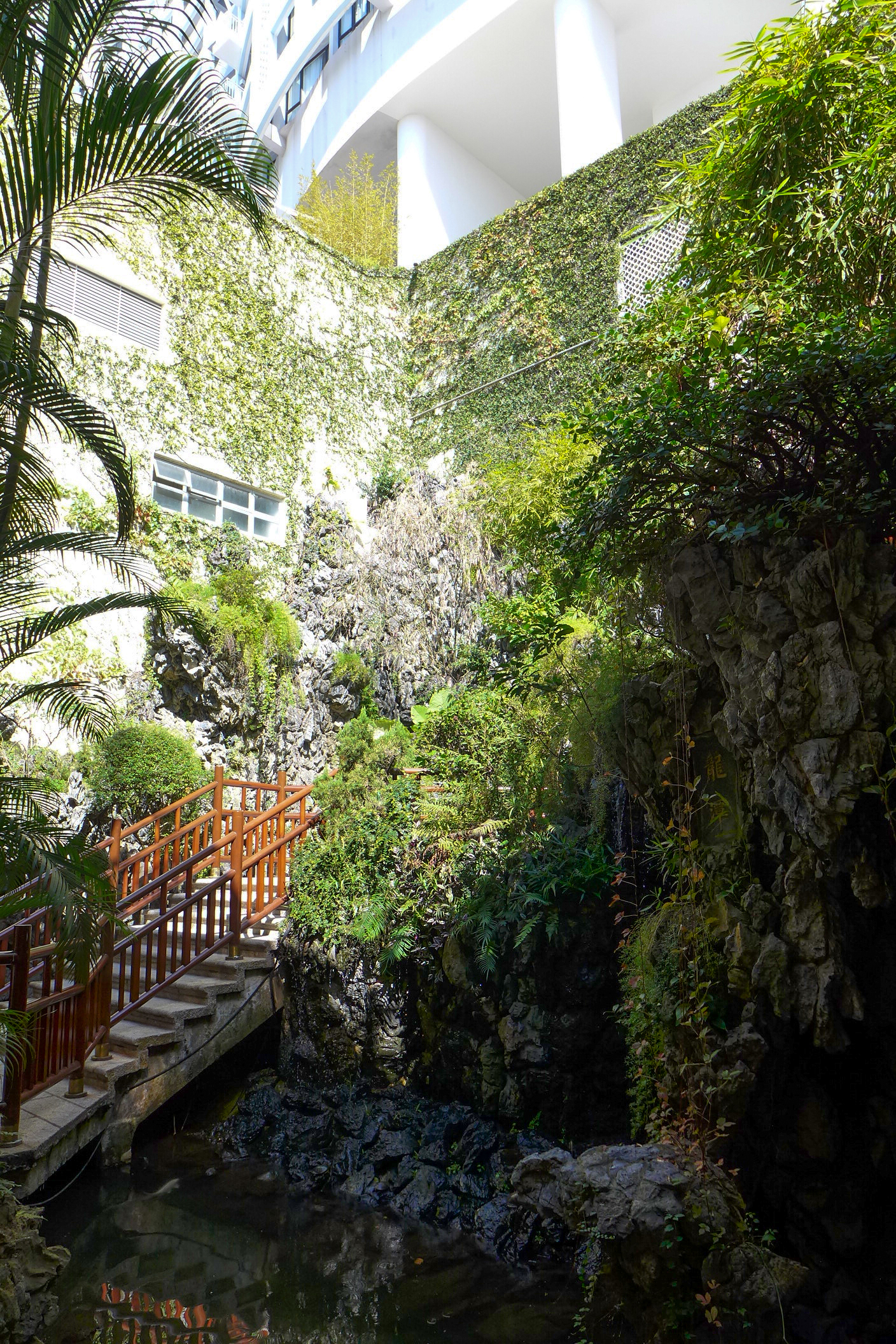
影灣園商場內的中式園林
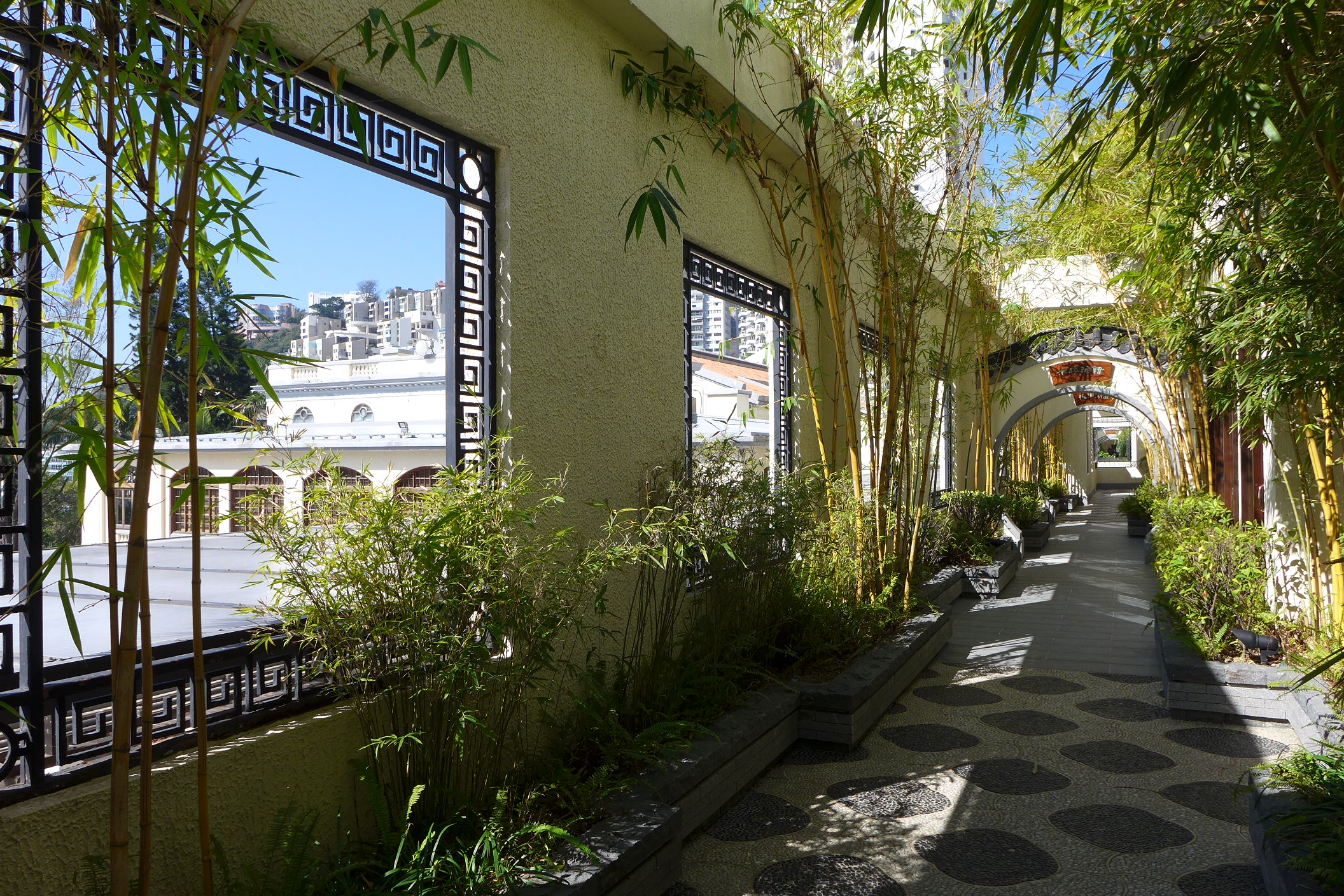
2樓商場走廊以中式園林設計

## 交通
所有前往淺水灣的交通均可到達毗鄰淺水灣泳灘的影灣園。

## 外部連結
- 影灣園 官方網 （页面存档备份，存于）
- 影灣園在1989年曾經獲國際建築獎項 （页面存档备份，存于）

22°14′22″N 114°11′45″E / 22.239433°N 114.195901°E